# Szulimán
Szulimán é um município da Hungria, situado no condado de Baranya. Tem 10,49 km² de área e sua população em 2019 foi estimada em 217 habitantes.